# Nordströmkoncernen
Nordströmkoncernen eller Ab R. Nordström & Co i Lovisa är en finländsk koncern grundad 1925 i sjöfarts- och fiskebranschen. Den grundades av Ragnar Nordström.
Inom bolaget bedrevs kustpassagerartrafik, sillfiske på Atlanten, skeppsmäkleri och lasttrafik med ett tonnage som under mellankrigstiden av Finlands största. 
Under 1960-talet upplöstes koncernen successivt, men Ragnar Nordströms barn fortsatte delvis sina engagemang inom sjöfarten. Oy R. Nordström & Co Ab kvarlever i Lovisa med dotterbolag inom stuveri, skeppsmäkleri och spedition. 
Containerships Ltd Oy i Helsingfors har stärkt sin position inom Östersjöns och Nordsjöns containerbaserade sjöfart. Denna grundades av Veli-Ragnar Nordström 1966. Bakom företaget står det familjeägda moderbolaget Container Finance med Ragnar Nordströms sonson Harri Nordström som chef. Denna grundades 1975. 